# Šmarca
Šmarca este o localitate din comuna Kamnik, Slovenia, cu o populație de 1.365 de locuitori.